# Anders Andersson i Björkhyttan
Anders Andersson (i riksdagen kallad Andersson i Björkhyttan), född 1 oktober 1814 i Lindesbergs socken, Örebro län, död där 5 juni 1893, var en svensk lantbrukare och politiker. Han företrädde bondeståndet i Lindes och Ramsbergs samt Nya Kopparbergs bergslag vid ståndsriksdagen 1865–1866.